# هایلند، واشینگتن
هایلند (به انگلیسی: Highland) یک منطقهٔ مسکونی در ایالات متحده آمریکا است که در شهرستان بنتون، واشینگتن واقع شده‌است. هایلند ۷۱٫۶ کیلومتر مربع مساحت و ۳٬۳۸۸ نفر جمعیت دارد و ۳۳۳ متر بالاتر از سطح دریا واقع شده‌است.